# Gomphus westfalli
Gomphus westfalli är en trollsländeart som beskrevs av Frank Louis Carle och May 1987. Gomphus westfalli ingår i släktet Gomphus och familjen flodtrollsländor. IUCN kategoriserar arten globalt som sårbar. Inga underarter finns listade i Catalogue of Life.